# آسیاب سرآسیابان ۱
بقایای آسیاب سرآسیابان ۱ مربوط به سده‌های متاخر دوران‌های تاریخی پس از اسلام است و در شهرستان دالاهو، بخش مرکزی، دهستان بان زرده، ۶۰۰ متری شمال شرقی روستای شالان واقع شده و این اثر در تاریخ ۲۶ اسفند ۱۳۸۶ با شمارهٔ ثبت ۲۱۷۵۸ به‌عنوان یکی از آثار ملی ایران به ثبت رسیده است.